# Randstimmfunktion
Die Bezeichnung der Randstimmfunktion, oder kurz der Randstimme, charakterisiert die randkantenverschobene Muskelmassenkonfiguration der Stimmlippen, durch die sich die Stimmlippenschwungmasse verringert.

## Eigenschaften
Die Randkanten der Stimmlippen schwingen bei Einsatz der Randstimme periodisch. Durch ihre relative Feinheit und Leichtigkeit sind die Randkanten essentielles Mittel, um im klassischen Gesang die durch die Lieder-, Oratorien- und Opernliteratur geforderten Höhen zu erreichen, die durch die schwermassigere Voll- und Mittelstimmfunktion nicht erreichbar sind.

## Bedeutung im Gesang
Weit vor dem umstrittenen Belting, der Pfeif- und der Fistelfunktion der Stimmlippen, ist die Randstimme das verbreitetste, wenn auch wenig verstandene Konzept zum Gesang in höheren Lagen. Die Randstimme kann mit anderen gesanglichen Registern wie dem Schnarregister, dem Brustregister und dem (harten) Mittelstimmregister gemischt werden. Begeht man diesen Weg, so verringert sich im oberen Passaggio (Registerübergang) die Tonveränderung.
Im Optimalfall hat die gemischte Randstimme oberhalb des oberen Passaggios einen dunkleren Klang (italienisches chiaroscuro, d. h. „helldunkel“), der von der vermehrten Verwendung der pharyngealen Resonanzräume herrührt. Je nach Gesangstechnik ist dieser Übergang mehr oder weniger ausgeprägt hörbar. Unvermeidbar ist bei der Höhe allerdings eine Vokalangleichung, da einige Vokale die Tiefstellung des Kehlkopfes und die Weite der Kehle beeinflussen. Aus diesem Grund mischt man als subjektive Empfindung in der Regel „u“ und „o“ aufgrund ihrer randstimmansprechenden Natur mit zunehmender Höhe stärker in den Klang.
Um die Randstimme optimal in die Mischstimme (voix mixte) zu integrieren, sind geöffnete Resonanzräume, eine weite Kehle, eine tiefe Kehlkopfstellung, eine unabhängig arbeitende Zunge, ein leicht nach hinten unten geneigtes und entspanntes Kinn, und eine ovale, der Öffnung des Rachens angepasste Lippenöffnung und ein gesunder Stimmbandschluss (auch „coup de glotte“) unbedingt notwendig. Sind diese Voraussetzungen nicht erfüllt, hat der Sänger Probleme, Balance in die Tongebung und Muskeltätigkeit im Bereich des Gesangsapparates zu bringen, und diverse sekundäre technische Fehler sind die Folge.

## Einsatz in der Stimmtechnik
Die Randstimme wird auf zwei verschiedene, ähnlich verbreitete Weisen gebraucht:
1. Die Randstimme wird erst im oberen Passaggio aktiviert (bei Bässen um h-cis', bei Baritonen um d'-es' und bei Tenören um f' bis g'), wodurch meist ein deutliches „Umknacksen“, also eine Resonanz- und Klangfarbenveränderung hörbar ist.
2. Die Randstimme lässt sich auch in der Tiefe schon in die Klanggebung integrieren, so dass der Übergang lediglich eine kontinuierliche Verschiebung des Mischungsverhältnisses darstellt, die, abhängig von der Stimmveranlagung (lyrisch bis dramatisch) bis zur Unhörbarkeit ausgebildet werden kann.

→ siehe auch: Gesangsregister

## Klanglicher Einfluss der Randstimme
Wie durch Formanten- und Frequenzanalysen gezeigt werden kann, gewinnt das Klangspektrum des gesungenen Tones durch das Einbinden der Randstimme an Oberklang (primär zwischen 3,5 und 5 kHz). Dadurch gewinnt die Stimme an Größe und Tragfähigkeit, was in großen Konzertsälen und Theatern unabdingbar ist.